# Bošt
Bošt – wieś w Chorwacji, w żupanii karlowackiej, w mieście Duga Resa. W 2011 roku liczyła 62 mieszkańców.